# Brigi Rafini
Brigi Rafini, né le 7 avril 1953 à Iférouane, est un homme politique nigérien, Premier ministre du 7 avril 2011 au 2 avril 2021 puis secrétaire exécutif de la Communauté des États sahélo-sahariens (CEN-SAD) depuis décembre 2021.

## Biographie

### Origines et études
D'ethnie touareg, Brigi Rafini fait ses études primaires dans sa ville natale d'Iférouane. Après le collège d’enseignement général d’Agadez, il fréquente de 1971 à 1974 l’École nationale d’administration de Niamey, pour une formation de niveau moyen, puis le niveau supérieur entre 1978 et 1981. Deux ans après l’obtention de son diplôme, Rafini suit une formation à l’Institut international d’administration publique (IIAP) de Paris. Enfin, de 1994 à 1995, il poursuit ses études en France au sein de l’ENA,.

### Carrière
Brigi Rafini exerce diverses fonctions dans l'administration nigérienne comme secrétaire général de la préfecture de Diffa, sous-préfet de Dosso et sous-préfet de Kéita. En septembre 1987, il fait son entrée dans le gouvernement d'Ali Saïbou au poste de secrétaire d’État à l’Intérieur. Le 20 novembre 1987, il est transféré à l’Agriculture et à l’Environnement, d'abord comme secrétaire d'État, puis comme ministre le 15 juillet 1988. Du 20 décembre 1989 au 8 août 1991, il assume les fonctions de président du Conseil national de développement, une assemblée consultative de 140 membres.
Avec l'arrivée du multipartisme, Rafini, qui était membre du parti unique, le Mouvement national pour la société du développement (MNSD Nassara), quitte ce dernier et rejoint un nouveau parti, l'Alliance nigérienne pour la démocratie et le progrès (ANDP Zaman Lahiya), parti fondé par Adamou Moumouni Djermakoye.
En janvier 1996, une junte militaire arrive au pouvoir avec à sa tête le général Ibrahim Baré Maïnassara. Brigi Rafini est rapporteur général du Forum national pour le renouveau démocratique, puis du Conseil des sages, un organe de transition. L'armée intervient de nouveau en politique en avril 1999 en renversant le régime en place. La nouvelle junte crée un Conseil consultatif national dont Brigi Rafini est le vice-président de mai à décembre 1999.
De décembre 2004 à mai 2009, Brigi Rafini est député et maire d'Iférouane et quatrième vice-président de l'Assemblée nationale du Niger. Membre du Rassemblement pour la démocratie et le progrès (RDP Jama'a), il quitte ce parti qui a soutenu Mamadou Tandja dans son projet de se maintenir au pouvoir au terme de son second et dernier mandat. Il rejoint le PNDS Tarayya.
En 2009, Rafini critique la deuxième rébellion touarègue.
Tout juste investi président de la République du Niger le 7 avril 2011, Mahamadou Issoufou nomme Rafini comme chef de son premier gouvernement,. Sa nomination est interprétée comme un geste du président Issoufou à l'égard des Touaregs, qui protestent depuis de longues années (y compris par des rébellions armées) contre leur manque de représentation politique au niveau national. Ce choix est aussi possiblement dû à ce que Rafini n'est pas un poids lourd du PNDS et ne dispose d'aucun poids politique pour s'opposer au président Issoufou auquel il doit sa nomination. Il est reconduit en 2016 lors du second mandat d'Issoufou, mais démissionne à l'arrivée au pouvoir de Mohamed Bazoum en 2021.
En décembre 2021, Brigi Rafini est nommé secrétaire exécutif de la Communauté des États sahélo-sahariens (CEN-SAD).

## Vie privée
Brigi Rafini est marié et père de cinq enfants.

## Décorations et distinctions
- Docteur honoris causa de l'université Sun Moon (en) (liée à la secte Moon) (Corée du Sud)
- Dignité de Grand Croix de l’ordre national du Niger (2021).
- Grand officier de la Légion d'honneur (2014).